# 谭锦泉
谭锦泉 (1956年—)，武汉大学基础医学院院长、湖北省过敏与免疫相关疾病重点实验室主任，主要从事细胞免疫学等方面的研究工作。入选中华人民共和国教育部第七批"长江学者"特聘教授。